# Chihiro Kumabe
Chihiro Kumabe – japońska zapaśniczka w stylu wolnym. Złota medalistka mistrzostw Azji w 2013. Brąz na mistrzostwach Azji juniorów w 2009 roku.